# Nava del Barco
Nava del Barco es un municipio de España perteneciente a provincia de Ávila, en la comunidad autónoma de Castilla y León. Forma parte del partido judicial de Piedrahíta. En 2017 contaba con una población de 97 habitantes.

## Geografía
La localidad está situada a una altitud de 1143 m s. n. m.
| Noroeste: Umbrías         | Norte: Navatejares | Noreste: Tormellas     |
| Oeste: Gil García         |                    | Este: Navalonguilla    |
| Suroeste: Puerto Castilla | Sur: Navalonguilla | Sureste: Navalonguilla |

### Clima
| Parámetros climáticos promedio de Nava del Barco en el periodo 1961-2003                                                             | Parámetros climáticos promedio de Nava del Barco en el periodo 1961-2003 | Parámetros climáticos promedio de Nava del Barco en el periodo 1961-2003 | Parámetros climáticos promedio de Nava del Barco en el periodo 1961-2003 | Parámetros climáticos promedio de Nava del Barco en el periodo 1961-2003 | Parámetros climáticos promedio de Nava del Barco en el periodo 1961-2003 | Parámetros climáticos promedio de Nava del Barco en el periodo 1961-2003 | Parámetros climáticos promedio de Nava del Barco en el periodo 1961-2003 | Parámetros climáticos promedio de Nava del Barco en el periodo 1961-2003 | Parámetros climáticos promedio de Nava del Barco en el periodo 1961-2003 | Parámetros climáticos promedio de Nava del Barco en el periodo 1961-2003 | Parámetros climáticos promedio de Nava del Barco en el periodo 1961-2003 | Parámetros climáticos promedio de Nava del Barco en el periodo 1961-2003 | Parámetros climáticos promedio de Nava del Barco en el periodo 1961-2003 |
| Mes | Ene.                                                                     | Feb.                                                                     | Mar.                                                                     | Abr.                                                                     | May.                                                                     | Jun.                                                                     | Jul.                                                                     | Ago.                                                                     | Sep.                                                                     | Oct.                                                                     | Nov.                                                                     | Dic.                                                                     | Anual                                                                    |
| --- | ------------------------------------------------------------------------ | ------------------------------------------------------------------------ | ------------------------------------------------------------------------ | ------------------------------------------------------------------------ | ------------------------------------------------------------------------ | ------------------------------------------------------------------------ | ------------------------------------------------------------------------ | ------------------------------------------------------------------------ | ------------------------------------------------------------------------ | ------------------------------------------------------------------------ | ------------------------------------------------------------------------ | ------------------------------------------------------------------------ | ------------------------------------------------------------------------ |
| Precipitación total (mm) | 113.8                                                                    | 97.8                                                                     | 76.7                                                                     | 73.7                                                                     | 66.4                                                                     | 37.4                                                                     | 12.0                                                                     | 17.3                                                                     | 47.9                                                                     | 109.7                                                                    | 126.8                                                                    | 108.5                                                                    | 888.0                                                                    |
| Fuente: Ministerio de Agricultura, Alimentación y Medio Ambiente. Datos de precipitación para el periodo 1961-2003 en Nava del Barco |                                                                          |                                                                          |                                                                          |                                                                          |                                                                          |                                                                          |                                                                          |                                                                          |                                                                          |                                                                          |                                                                          |                                                                          |                                                                          |

## Demografía
Nava del Barco cuenta con una población de 83 habitantes (INE 2024).
| Gráfica de evolución demográfica de Nava del Barco entre 1842 y 2021                                                  |
| |
| Población de derecho según los censos de población del INE. Población de hecho según los censos de población del INE. |

En el Censo de Pecheros de Carlos V de 1528 la Nava tenía una población de 68 vecinos pecheros (contribuyentes). A partir de los años sesenta y setenta del siglo XX la localidad sufrió una profunda despoblación, paralela a la de toda Castilla, al emigrar sus habitantes más jóvenes hacia Madrid, el País Vasco y, en menor medida, a Cataluña en busca de trabajo y oportunidades. Como consecuencia, la población quedó reducida a las magras cifras actuales.

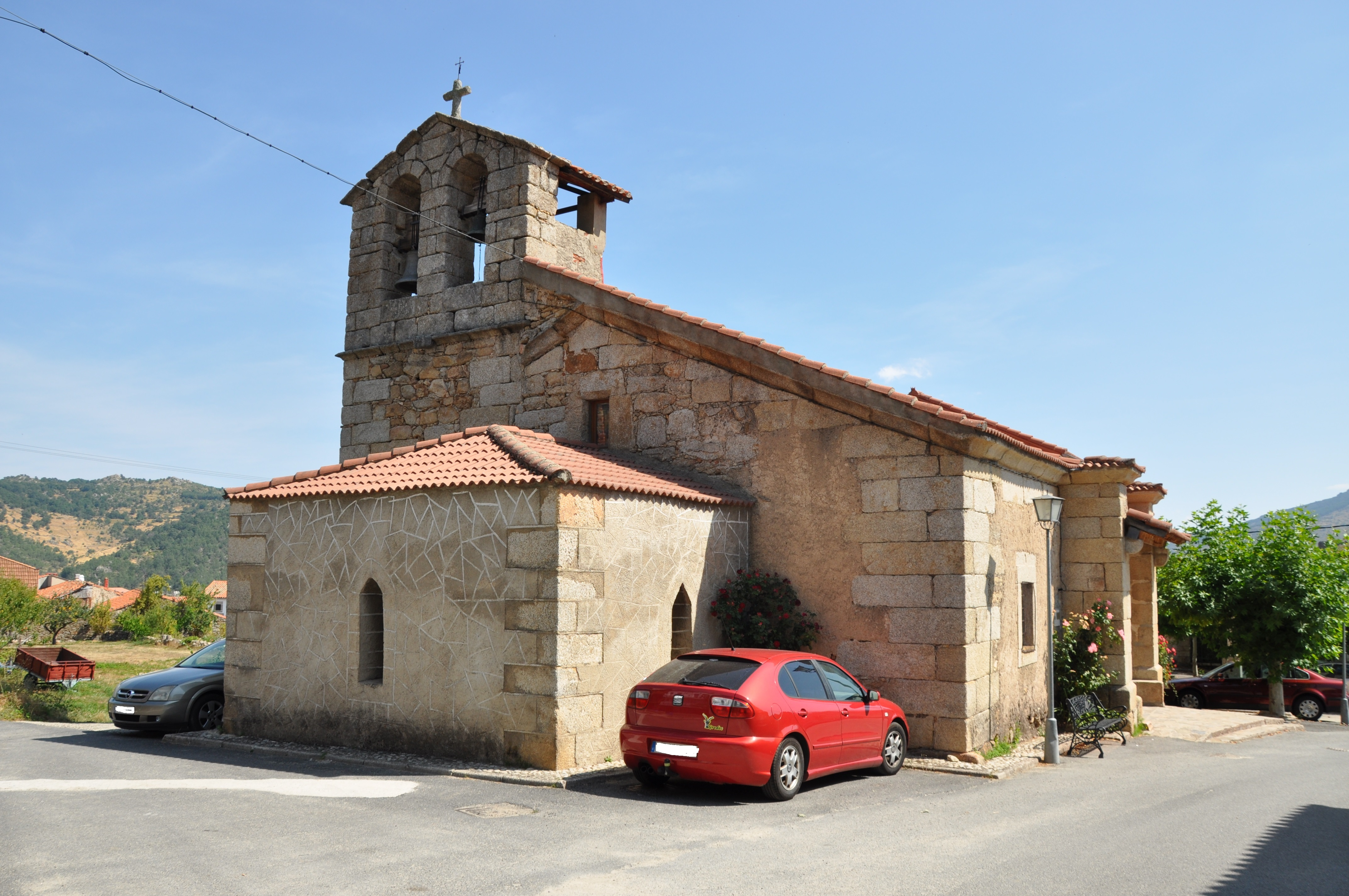
Iglesia parroquial de Nª S.ª del Rosario
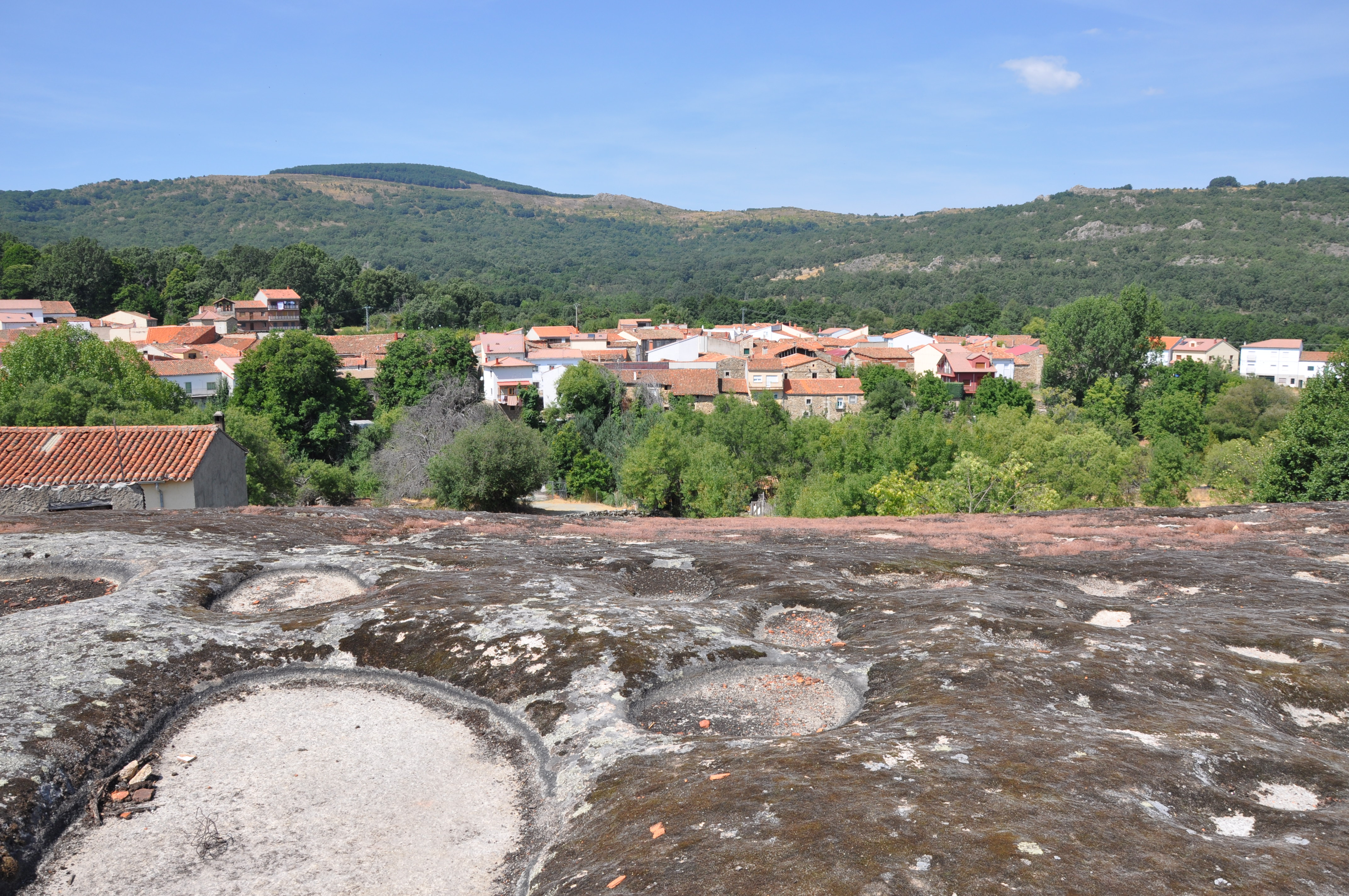
Panorama
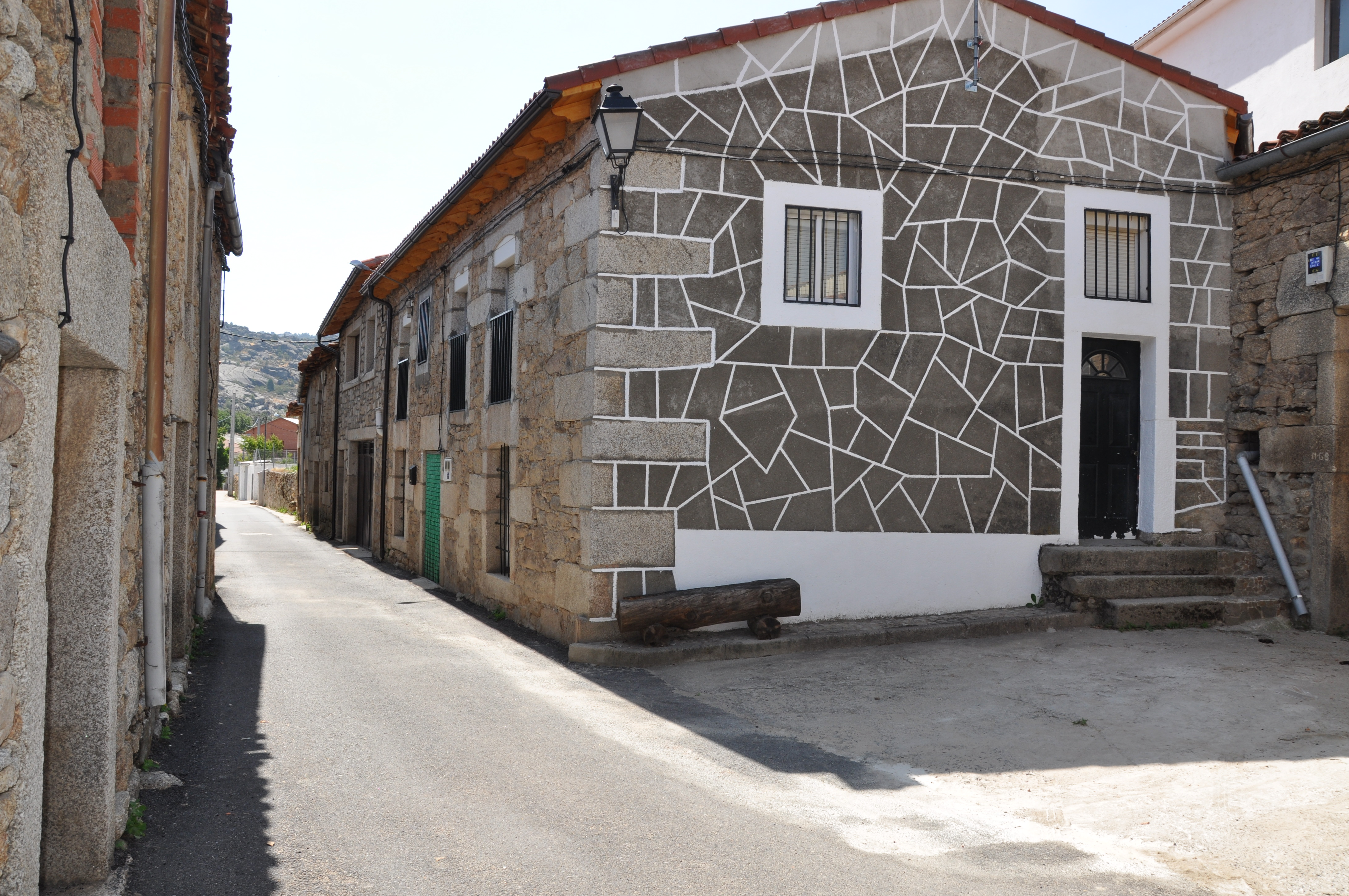
Casa tradicional
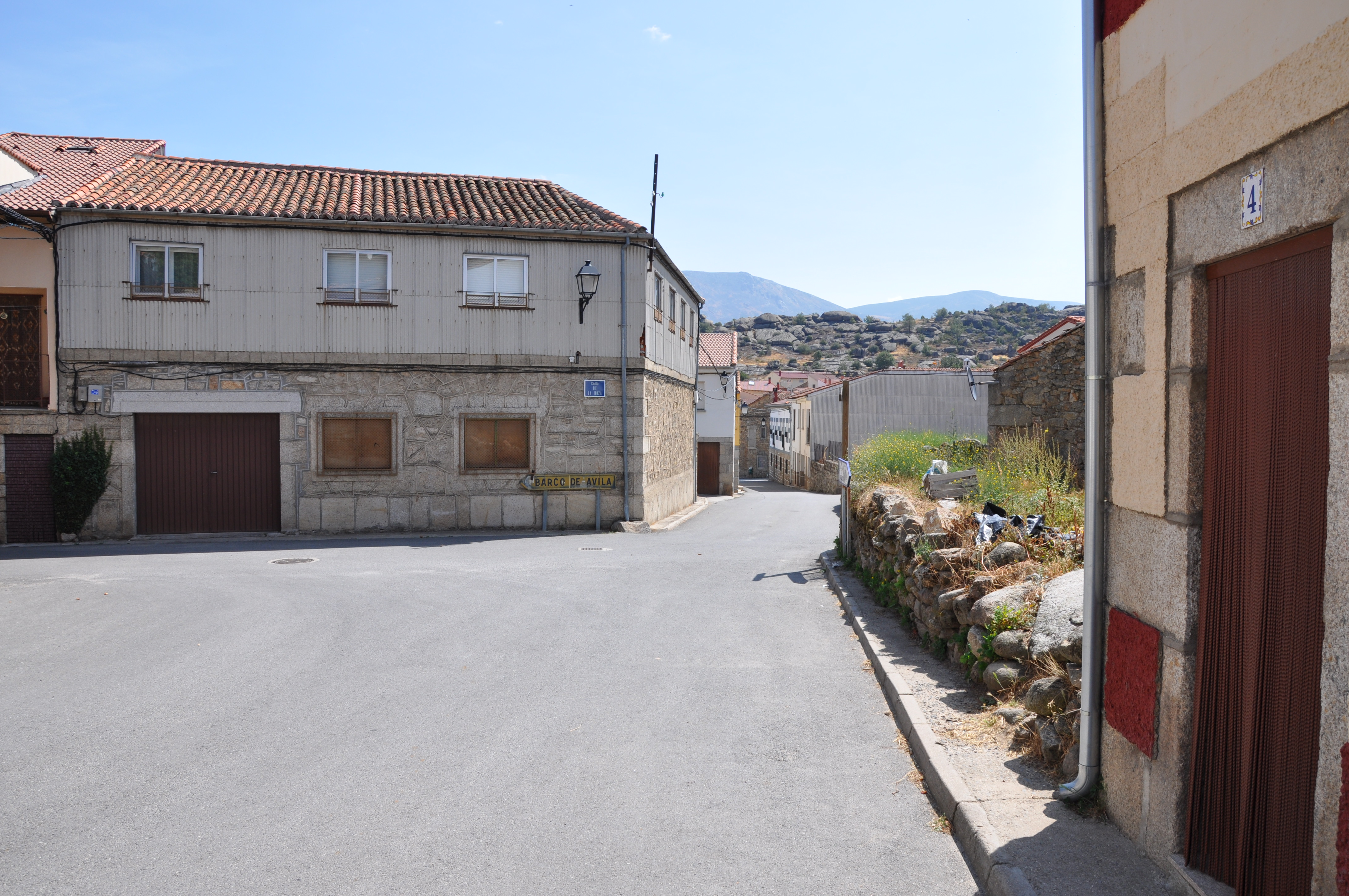
panorama
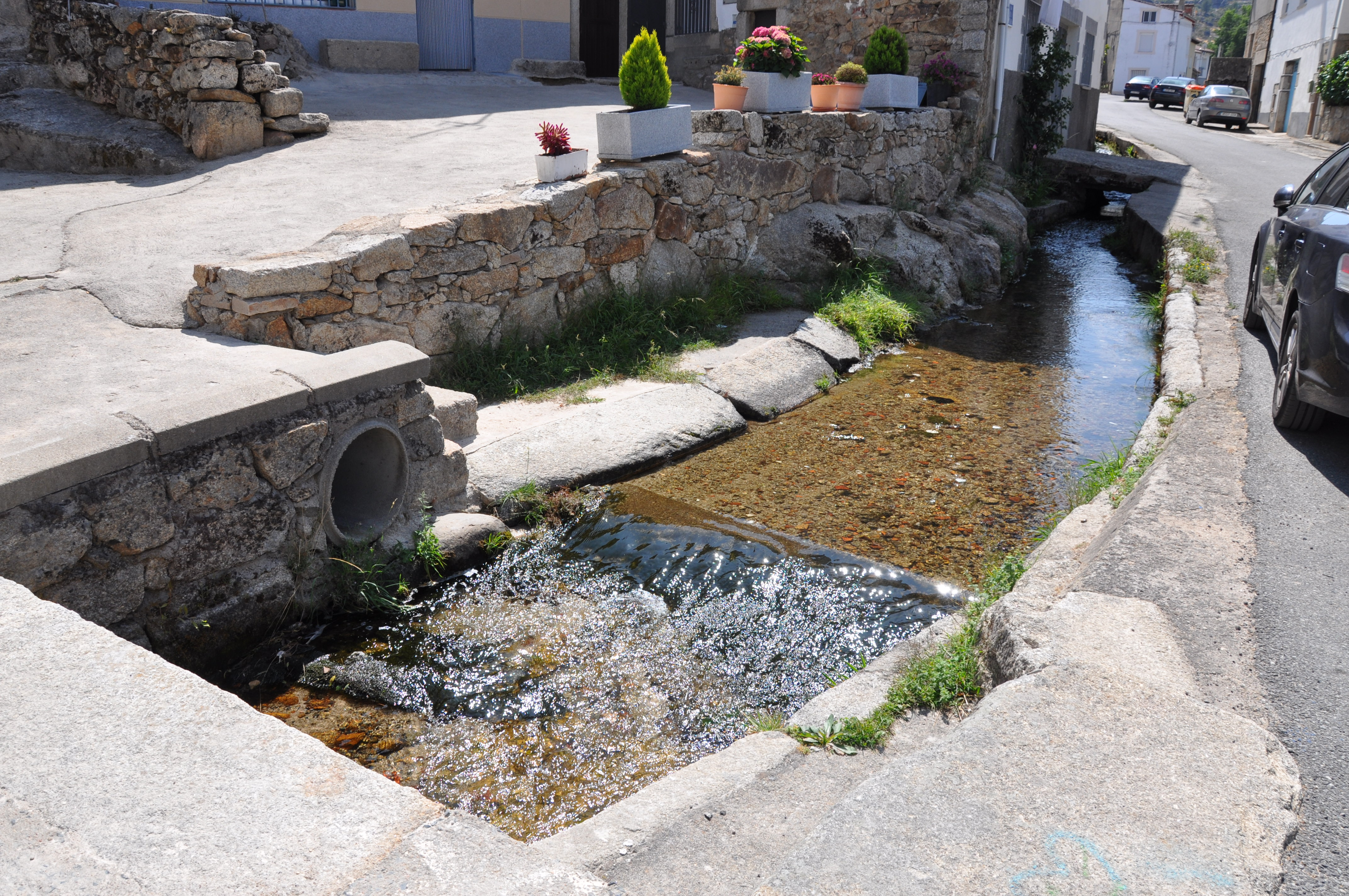
Acequia
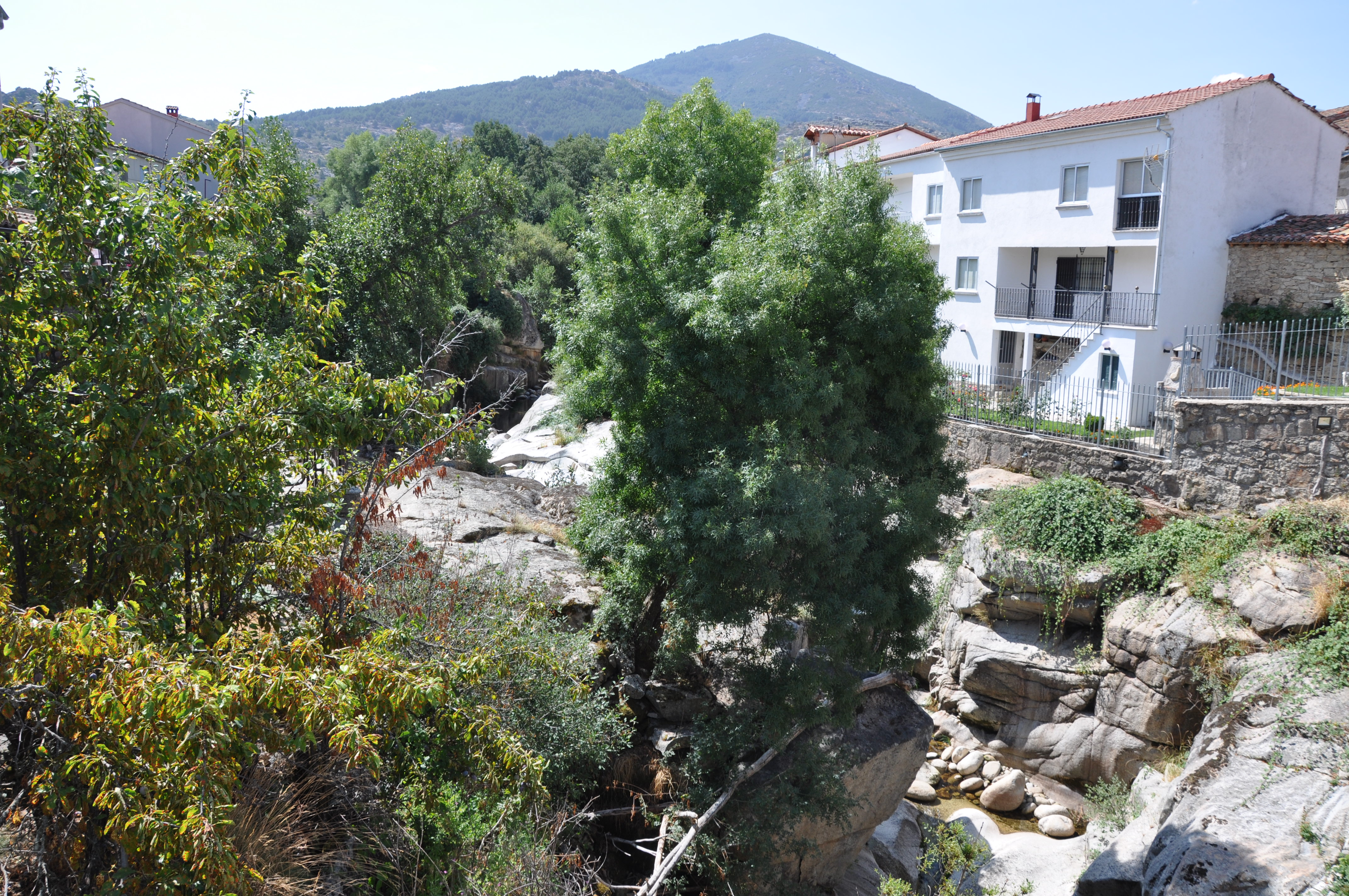
Garganta de Galín Gómez